# 吴仁华
吳仁華（1956年9月12日—），歴史文獻學者，八九民運的參與者和見證人，出生於中國浙江省温州市，长期參與中國民主運動，當中包括八九民運的研究工作。
吳仁華專注於搜集六四天安門事件的資料，搜尋和追查事件中的被捕人士、死難者和施害者名單。著有《六四天安門血腥清場內幕》、《六四屠殺內幕解密：六四事件中的戒嚴部隊》和《六四事件全程實錄》。他現居台灣，在東吳大學和中正大學開設「六四事件真相研究」課程。

## 生平

### 早年經歷
1974年，吳仁華高中畢業後便隨即「下鄉插隊」，擔任小學和初中民辦教師。在1976年11月至1978年2月期間任職於公安邊防部隊平陽縣大隊。1978年2月至1982年2月，吳仁華就讀於北京大學，為中文系古典文獻専業77級，並且獲得文學士學位。在身為北京大學中文系古典文獻専業碩士研究生期間，他曾在中華書局編輯部哲學編輯室任職編輯。1989年，已取得文學碩士學位的吳仁華在中國政法大學法律古籍整理研究所任助理研究員。

### 參與八九民運
1989年八九民運，他與學生們一起在天安門廣場留守，期間擔任糾察隊。6月4日，六四清場，他親歷同伴被坦克壓死的場景。6月5日，与徐徵說服好友劉蘇里、陳小平放棄法庭閗爭計劃，随他南下故郷温州避風。6月10日，吳仁華在蒼南县龍港鎭汽車站，送别劉蘇里、陳小平。
1990年2月，吳仁華逃到珠海，游泳到澳門，在黃雀行動救援人員安排下坐漁船偷渡香港，7月5日，吳仁華流亡到美國，現定居洛杉磯。多年來利用考據學、目錄學的專業知識，在中國政府流出的僅有資料中追查涉事官兵、死傷者、被捕入獄者的名單。

### 後期經歷
1991年5月至2005年7月，吳仁華擔任由旅居海外的中國新聞工作者創辦的中文報紙《新聞自由導報》總編輯。2008年3月，《北京之春》4月號上，吳仁華與王丹、楊建利、胡平、郭羅基、陳一諮、吾尔开希、張偉國、刘刚、陈小平、劉念春、傅申奇、易改、蔡桂華、魏泉寶、王軍涛，共計十六人聨名，向中国外交部發出公開信。要求政府依照憲法和法律，以及對國際社會的義務，恢复或者延期他們的中国护照，可以自由進出國境、行使公民權利。2012年11月，吳仁華使用美國護照獲得中華人民共和國的入境許可，看望闊別已久的親人。其後政府國安部門的人員告知他「以後不會再有入境機會」。
吳仁華曾任中国民主团结联盟（中国民联）联委会委员、中国民主联合阵线（民联阵）总部理事、《中国之春》董事、中国战略研究所理事。现任中国宪政协进会秘书长、中国民主党全国委员会顾问。

## 六四天安门事件研究
吳仁華以八九民運的參與者和六四天安门事件現場目擊者的身份，開展一系列搜尋，搜尋和追查事件中的被捕人士、死難者和施害者名單，包括搜尋死難者和傷殘者，搜尋死難者的家人，搜尋搶救受難者的醫生和護士等等。他說：「我們可以做一個尋找系列，我已經找到了兩千多官兵的名單，我可以拋磚引玉，把他們陸續公佈到網上，建立一個專題。我提示大家，搜尋這些軍人的下落，然後你可以給他施加壓力，讓他們說出當年自己的見證。」
吳仁華在《天安門血腥清場內幕》一書中說，祇要軍隊聽從民眾的勸阻，停止前進，民眾就對他們非常友善。例如在天壇東大門墻外，有6、7萬民眾包圍300多名官兵，但因為那些官兵沒有開槍也不再前進，就沒有一個受到傷害，民眾還給他們送食物和飲料，並主動把途中受傷的11名官兵送往醫院急救。他也說，在六四天安门事件中，軍警死了15人，沒有一個早於1989年6月3日晚上11點，可見軍隊鎮壓在先。

### 建立名單
吳仁華認為，牽涉到六四屠殺如此一個重大的侵犯人權的災難性事件如果沒有加害者和害者的基本記錄，那麼這個歷史紀錄就完全是不合格。他在接受德國之聲訪問時指出，研究工作中最困難的地方是工作難度會隨著年代愈來愈久遠而愈來愈大，如果現時不做相關研究，六四天安门事件很可能像文化大革命、反右派運動、土改運動、鎮壓反革命運動等事件一樣沒有留下加害者和受害者的歷史紀錄。他說工作的重要性在於還原真相和留下歷史紀錄，他指中國政府一直利用掌控媒體顛倒黑白，「利用錄像、媒體把軍隊開槍跟部分民眾以暴制暴，把時間先後、關係因果顛倒」，為暴力鎮壓民眾提供「合理依據」。

#### 部分鎮壓者
吳仁華調查和考證出執行北京戒嚴任務的包括14個陸軍集團軍、一個直屬中央軍委、是中國當時最精銳的部隊的空降兵第15軍、北京軍區的砲兵第14師、天津警備區的坦克第一師、北京衛戍區的警衛第一師、警衛第三師武警部隊北京總隊，進京官兵人數在20萬到25萬之間。他指出，軍隊的任務是鎮壓民運，但同時也是為了防止中共黨內可能發生的政變跟部隊的兵變：
- 陸軍第38軍和空降兵第15軍，被稱為「殺人最多」的兩支部隊。
- 戒嚴部隊中的坦克第一師：故意在自行車道高速行駛追殺學生，造成11人死亡多人受傷，指揮官是團長羅剛和副團長賈振祿，軋人的坦克車編號是106。吳仁華說：「……就是這個106號坦克，衝進學生隊伍，當場壓死那麼多學生，所以當年我跟很多學生一路從六部口哭喊著記住這個坦克的編號106，一直哭喊著回到校園！」
- 吴彦輝：天津警備區第一師第一團第一連第一排106坦克二炮手。
- 閆紅計：38軍坦克第一師的（此处坦克第一师是否应是天津警备区坦克第一师）師參謀長，他堅決地執行命令，在事件當中帶領該坦克部隊的先頭部隊最先抵達天安門廣場，包括製造了六部口慘案的那三輛坦克。他的行動被軍方宣傳為「英雄事蹟」，他亦曾在北京廣播學院門口殺死了一個試圖阻攔的學生。

#### 部分抗命者
他也指出有不少軍人因不願執行上司的命令，拒絕向人民開槍而遭受迫害和處罰：
- 38軍軍長徐勤先：因抗命被解除職務，後來判刑5年。
- 第28軍軍長何燕然及政委張明春：因抗命被降級調職。
- 第38軍步兵116師師長許峰：因抗命被解除軍職。
- 另有多名下級軍人在當時被官方聲稱失踪，但其實是離開現場，受到的處罰更為嚴厲。

### 開設課程
2018年，吳仁華在東吳大學和中正大學開設「六四事件真相研究」課程，當中有對六四天安门事件不瞭解的中國大陸學生參與。吳仁華說，陸生即使在台灣，也還是有心理恐懼，儘管事先說好不要錄聽課者和提問者，但陸生還是不敢提問，亦有陸生指有所謂「職業學生」負責監控或打小報告。

## 榮譽
2014年，中國民主教育基金會（Chinese Democratic Education Foundation）在美國加州三藩市華埠向吳仁華、郭飛雄、丁家喜和趙常青頒發2014年度「中國傑出民主人士獎」，以表揚他們為促進中國社會繁榮進步，促進中國民主法治、維護人權自由有傑出貢獻之人士。